# 芒特泰勒 (新墨西哥州)
芒特泰勒（英語：Mount Taylor）是位於美國新墨西哥州錫沃拉縣的普查規定居民點。

## 人口
根據2020年美國人口普查的數據，芒特泰勒的面積為4.94平方千米，皆為陸地。當地共有人口436人，而人口密度為每平方千米88.26人。